# Alberto Juzdado López
Alberto Juzdado López (Madrid, 20 d'agost de 1966) és un atleta espanyol retirat, especialista en proves de fons.

## Trajectòria esportiva
Gran especialista de la marató, va obtenir el seu màxim èxit internacional en la final del Campionat d'Europa d'Atletisme de 1994 realitzat a Hèlsinki, on fianilitzà tercer en la prova just per darrere de Martín Fiz i Diego García. Després d'aconseguir batre el rècord d'Espanya d'aquesta distància en la Marató de Tòquio el 1996 amb un temps de 2:08:46, aconseguí finalitzar segon en la Marató de Fukuoka (Japó) aquell mateix any.
El setembre de 1997 fou guardonat amb el Premi Príncep d'Astúries dels Esports com a integrant de l'Equip espanyol de Marató i el 1998 guanyà la Marató de Tòquio, la seva màxima victòria a nivell individual. L'any 2003 guanyà la Marató de Barcelona.

### Millors marques
- 3.000 m - 8:08.87 min (1998)
- 5.000 m - 13:33.87 min (1993)
- 10.000 m - 27:57.85 min (1998)
- Mitja marató - 1:01:10 hrs (2000)
- Marató - 2:08:01 hrs (1998)